# Magdolna Komka
Magdolna Komka (Salgótarján, Hungría; 1 de agosto de 1949 – 9 de febrero de 2024) fue una atleta húngara especialista en el salto de altura que participó en los Juegos Olímpicos.

## Carrera
A nivel nacional fue campeona en cuatro ocasiones, en 1968, 1969, 1970 y 1972.
A nivel europeo participó en dos ocasiones en el Campeonato Europeo de Atletismo en Pista Cubierta, la primera de ellas fue en 1970 donde finalizó en séptimo lugar, y la segunda en 1972 donde finalizó en cuarto lugar.
Komka también participó en los Juegos Olímpicos en dos ocasiones, la primera de ellas fue en México 1968 donde avanzó a la fase final y terminó en el lugar 13, y la segunda en Múnich 1972 donde avanzó a la ronda final y terminó en el lugar 23.